# Турци в Лихтенщайн
Турците в Лихтенщайн (на турски: Lihtenştayn Türkleri; на немски: Türken in Liechtenstein) са етническа група в Лихтенщайн.

## Численост
894 граждани на Турция живеят в Лихтенщайн, което представлява 3% от населението на страната.  Турците са петата най-голяма група чужденци в Лихтенщайн, след швейцарците, австрийците, италианците и германците.  Към 2007 г. в Лихтенщайн работят 296 граждани на Турция. 

## Религия
Религията на турците в страната е ислямът.